# Бразильская макрель
Бразильская макрель (лат. Scomberomorus brasiliensis) — вид рыб семейства скумбриевых. Обитают в тропических, субтропических и умеренных водах Атлантического океана между 21° с .ш. и 36° ю. ш. и между 90° з. д. и 39° з. д. Эпипелагические рыбы, встречаются на глубине до 130 м. Максимальная длина тела до развилки хвостового плавника 125 см. Ценная промысловая рыба. 

## Ареал
Бразильская макрель обитает в западной части Атлантического океана у побережья Центральной и Южной Америки от Белиза до Бразилии. Эти эпипелагические неретические рыбы встречаются в прибрежных водах на глубине до 130 м, наиболее распространены в диапазоне глубин 20—60 м. Совершают сезонные миграции.    

## Описание
У бразильских макрелей удлинённое веретеновидное тело, тонкий хвостовой стебель с простым килем. Зубы ножевидной формы. Голова короткая. Длина рыла короче оставшейся длины головы. Имеются сошниковые и нёбные зубы. Верхнечелюстная кость не спрятана под предглазничную. 2 спинных плавника разделены небольшим промежутком. Боковая линия не волнистая, с одним изгибом. Брюшные плавники маленькие.  Брюшной межплавниковый отросток маленький и раздвоенный. Зубы на языке отсутствуют. Количество жаберных тычинок на первой жаберной дуге 11—16 (в среднем 13—15). Позвонков 47—49. В первом спинном плавнике 17—18 колючих лучей, во втором спинном 15—19 и в анальном плавнике 16—20 мягких лучей, анальный шип жёсткий. Позади второго спинного и анального плавников пролегает ряд (8—10 и 7—10, соответственно) более мелких плавничков, помогающих избегать образования водоворотов при быстром движении. Грудные плавники образованы 21—24 лучами. Брюшные плавники довольно короткие, их длина составляет 3,6—5,9 % длины тела до развилки хвостового плавника. Спина сине-стального цвета. Бока при жизни серебристые, покрыты рядами желтовато-бронзовых пятен. Количество пятен напрямую связано с размером рыбы: у особей длиной 20 см (длина до развилки хвостового плавника) их около 30, а при достижении длины 50—60 см количество пятен достигает 45—60. Передняя половина (первые 7 колючек) и верхний край до конца первого спинного плавника чёрного цвета. Остальная часть белая. Грудные плавники тёмные. Брюшные и анальный плавники светлые. Максимальная зарегистрированная длина до развилки хвоста 125 см.

## Биология
Пелагическая стайная рыба, держится в основном в прибрежных водах.  

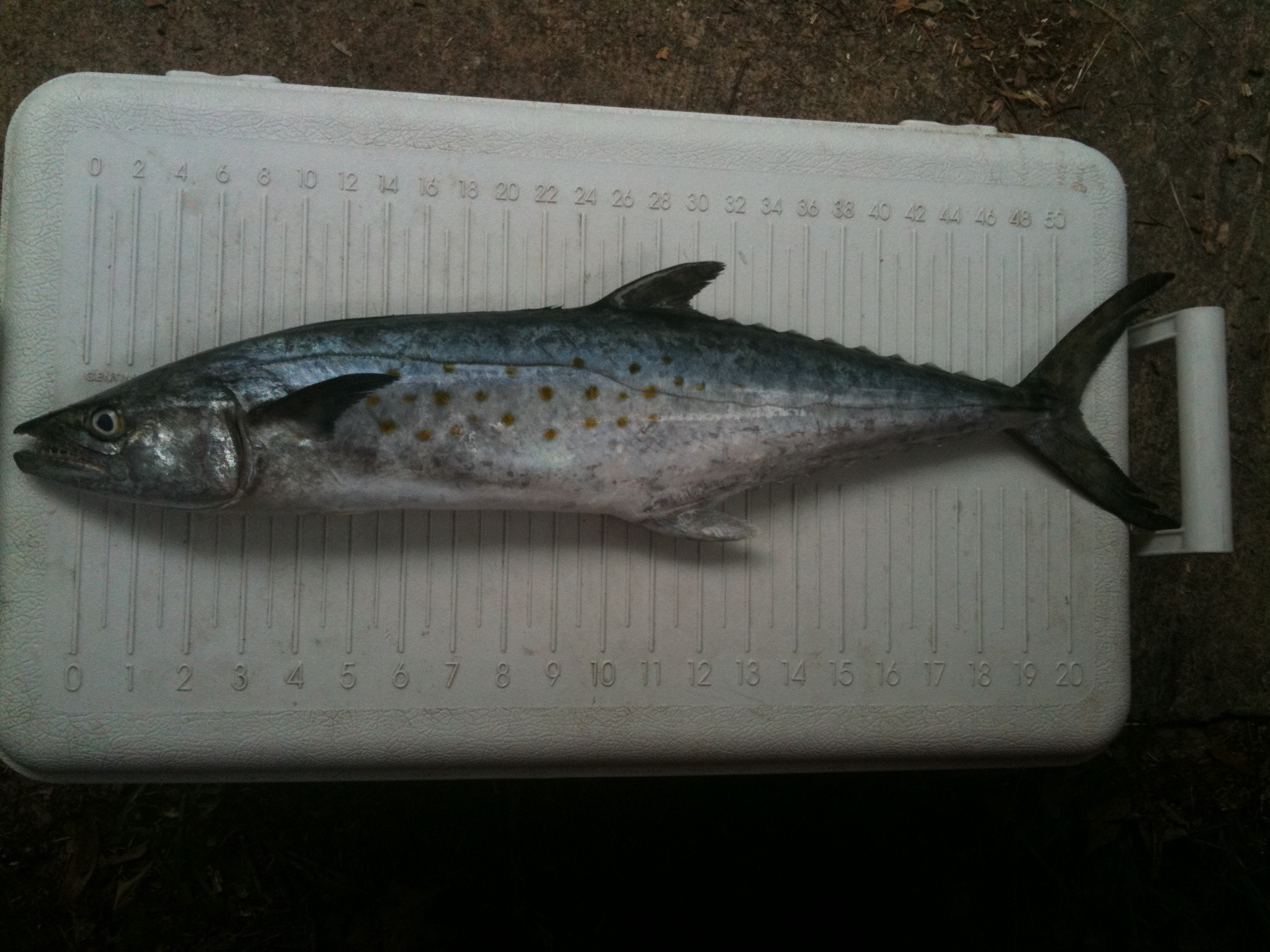
Бока бразильской макрели покрыты желтоватыми пятнами

Размножается круглый год. В заливе Пария пик нереста приходится на октябрь-апрель. Затем макрели уходят из вод Венесуэлы в сторону Тринидада для нагула, где наблюдается их скопление с мая по сентябрь. На шельфе Гайаны половозрелые особи отмечены в сентябре. У северо-восточного побережья Бразилии нерест происходит круглый год в прибрежных водах, пик наблюдается в июле-сентябре. Рыбы достигают половой зрелости в возрасте 3—4 года при длине 46 см. У северо-восточного побережья Бразилии соотношение самцов и самок составляет 4:1. Продолжительность жизни оценивается в 13 лет.  
Макрель питается в основном мелкими рыбами, а также креветками и кальмарами. В водах Бразилии основу рациона (>25 %) особей длиной 17,5—87,5 см составляет Opisthonema oglinum. Следующим по важности источником пищи служат анчоусы и каранксы.

## Взаимодействие с человеком
Ценная промысловая рыба. Максимальная масса трофейной рыбы 6,71 кг. Промысел ведётся кошельковыми неводами и жаберными сетями. Бразильская макрель поступает на рынок в основном в свежем виде, а также в мороженом, копчёном, консервированном и солёном виде.  Международный союз охраны природы присвоил виду охранный статус «Вызывающий наименьшие опасения».